# Kamuzu Stadium
Le Kamuzu Stadium est un stade polyvalent situé à Blantyre, au Malawi. 
Il est actuellement utilisé principalement pour les matchs de football. Le stade dispose d'une capacité maximale de 50 000 personnes, en configuration football. Cette capacité peut être limitée pour des raisons de sécurité.

## Histoire
Le stade se nomme originellement Rangeley Stadium, lors de l'ère coloniale du Malawi, afin de commémorer le britannique Willam H. J. Rangeley. 
Le nom est ensuite modifié en Kamuzu Stadium, par le premier Président de la république du Malawi, Hastings Kamuzu Banda, en hommage à lui-même.
Après sa présidence, le nom est modifié en Chichiri Stadium par le président Bakili Muluzi. Cependant, son successeur, Bingu wa Mutharika, restaure le nom de Kamuzu Stadium en 2004.
Grâce à son programme GOAL, la FIFA sponsorise la rénovation du terrain en gazon naturel en un nouveau terrain de football synthétique. Ce champ de gazon artificiel, appelé Xtreme Turf, est fabriqué et installé par Act Global.
Le président Peter Mutharika célèbre l'inauguration du nouveau stade le 2 juin 2014